# صوفيا بوزدينياكوفا
صوفيا بوزدينياكوفا (مواليد 17 يونيو 1997) هي لاعبة مبارزة سلاح روسية فازت بذهبية بطولة العالم 2018.

## روابط خارجية
- صوفيا بوزدينياكوفا على موقع الاتحاد الدولي للمبارزة (الإنجليزية)
- صوفيا بوزدينياكوفا على موقع الاتحاد الأوروبي للمبارزة (الإنجليزية)
- صوفيا بوزدينياكوفا على موقع الاتحاد الروسي للمبارزة (الروسية)
- صوفيا بوزدينياكوفا على موقع أوليمبيديا (الإنجليزية)